# Імператор Ханадзоно
Імператор Ханадзо́но (яп. 花園天皇, はなぞのてんのう, ханадзоно тенно; 14 серпня 1297 — 2 грудня 1348) — 95-й Імператор Японії, синтоїстське божество. Роки правління: 28 грудня 1308 — 29 березня 1318.
Четвертий син імператора Фусімі та Суеко, доньки Тоін Санео з однієї з лінії Канін — підклану Північних Фудзівара.  При народженні звався принц Томіхіто. 1308 року після раптової смерті його троюрідного брата — імператора Ґо-Нідзьо за підтримки бакуфу стає новим імператором. Його батько стає верховним імператором.
1313 року верховний імператор Фусімі наказав своєму синові — відставному імператорові Ґо-Фусімі всиновити імператора Ханадзоно, що дозволило Ґо-Фусімі стати верховним імператором після зречення цього титулу Фусімі. Це викликало значне невдоволення імператора Ханадзоно. Останній у 1317 році після смерті батька не брав участі в жалобних церемоніях, що було вперше у практиці й вважалося нечуваним.
Вів перемовини з сьогунатом Камакура та лінією Ґо-Саґи, які завершилися угодою про чергування трону між двома лініями кожні 10 років (угода Бумпо). 1318 року зрікся влади на користь представника останньої — принца Такахару, що став відомий як імператор Ґо-Дайґо.
1335 року стає буддійським ченцем під ім'ям Енкан і взяв буддійське ім'я Пенгьо, прихильником школи дзен і секти Ріндзай. Його палац 1342 року став храмом Мьосіндзі, де 1337 року було сформовано окрему гілку секти Ріндзай на чолі із Кандзаном Еґеном.
Він чудово володів композицією вака і був важливим членом поетичного ґуртка Кьоґоку. У 1344—1346 рока на замовлення імператора Коґона склав антологію «Фуґа вака-сю», для якої склав передмову. Для цього імператора також створив «Кайтайсі-сьо» («Книга принца-спадкоємця» — книгу настанов для підготовки молодого принца, де головний наголос робиться на якісній та ґрунтовній освіті). Він також залишив щоденник під назвою «Ханадзоно-ін-Мінкі» (Імператорські хроніки Храму Квіткового саду або Ханадзоно-ін).